# Terremoto dell'Irpinia del 1732
Il terremoto dell'Irpinia del 1732 è stato un evento sismico di magnitudo 6.6 che colpì l'Irpinia e parte del Sannio. Il terremoto avvenne la mattina del 29 novembre, intorno alle ore 8:32, con epicentro sull'Appennino campano, nell'area della valle dell'Ufita (compresa nell'attuale provincia di Avellino). I centri abitati distrutti per intero o in gran parte furono oltre una ventina, diverse altre decine risultarono danneggiati in modo significativo; nell'ambito dell'allora provincia di Principato Ultra (entro cui era situato l'epicentro) vi furono 1778 morti e oltre un migliaio di feriti, mentre mancano dati certi per quanto attiene agli altri territori colpiti. Fra i comuni più devastati si citano Mirabella Eclano (rasa al suolo), Carife, Grottaminarda e Ariano.
Danni decisamente gravi si ebbero anche ad Avellino, mentre a Benevento vi furono in prevalenza crolli parziali.